# الحميدي (صنعاء القديمة)

تعديل مصدري - تعديل

حارة الحميدي هي إحدى حارات مدينة صنعاء القديمة، والذي يقع فيها أيضا جامع الحميدي والذي يعود تاريخ بنائه إلى حوالي أكثر من 150 عام تقريبا وكذلك مقشامة الحميدي وقفا لخدمة الجامع ومرنع الحميدي ومنها اتت تسمية الحارة بحارة الحميدي نسبة للفقيه محمد بن صالح الحميدي والذي لا زالت لديه إلى اليوم وقفيات مشهوره عده مثل مسجد الحميدي ومقشامة الحميدي ومرنع الحميدي وكذلك مسجد الحميدي بقرية حمل وما اوقفه لمسجد حمل من اراضي خدمه له وللعاملين عليه وقد بلغ تعداد سكانها 441 نسمة حسب تعداد اليمن لعام 2004.